# Minas de Oro
Minas de Oro è un comune dell'Honduras facente parte del dipartimento di Comayagua.
Fondato nel 1820, divenne comune autonomo nel 1844.